# Octopus lobensis
Octopus lobensis är en bläckfiskart som beskrevs av Alberto Castellanos och Menni 1969. Octopus lobensis ingår i släktet Octopus och familjen Octopodidae. Inga underarter finns listade i Catalogue of Life.